# Macleay
Macleay – rzeka w Australii, w stanie Nowa Południowa Walia. Ma 400 km długości. Jej źródło znajduje się w paśmie górskim New England Range. Płynie najpierw w kierunku południowo-wschodnim, a następnie północno-wschodnim, uchodzi do Oceanu Spokojnego w pobliżu przylądka Smoky Cape, na zachód od miasta South West Rocks. Główne dopływy rzeki to rzeki Chandler, Apsley, Dyke, Georges Creek i Kunderang Brook. Nazwa rzeki pochodzi od nazwiska Alexandra Macleaya, członka Rady Ustawodawczej Nowej Południowej Walii.